# Topplänta
Topplänta är ett rep på ett segelfartyg som stöttar en rå uppifrån. Från råns yttre ända leds repet upp till ett block på toppen av masten och därifrån till däcket. Den kan även vara "fast" och är då fastgjord vid en stropp på toppen av masten och kan således inte halas. Toppläntorna benämnas efter den rå de tillhör till exempel focktopplänta.